# Kuldscha alaicola
Kuldscha alaicola är en fjärilsart som beskrevs av Louis Beethoven Prout 1937. Kuldscha alaicola ingår i släktet Kuldscha och familjen mätare. Inga underarter finns listade i Catalogue of Life.